# Semba
O semba é um estilo musical e de dança típico de Angola, considerado um dos pilares da Música de Angola e antecessor direto da Kizomba. que se tornou muito popular a partir da década de 1950. A palavra semba significa umbigada em língua quimbundo. Numa tradução livre, a palavra Semba representa "o corpo do homem que entra em contato com o corpo da mulher ao nível da barriga".
O cantor Carlos Burity defende que a estrutura mais antiga do semba situa-se na masemba (umbigada), uma dança angolana do interior caracterizada por movimentos que implicam o encontro do corpo do homem com o da mulher: o cavalheiro segura a senhora pela cintura e puxa-a para si provocando um choque entre os dois (semba).
O semba (género musical) actual é resultado de um processo complexo de fusão e transposição, sobretudo da guitarra, de segmentos rítmicos diversos, assentes fundamentalmente na percussão, o elemento base das culturas africanas.
Na década de 1970, a rumba congolesa, associada ao semba, deu origem à rumba angolana que teve como principais expoentes os cantores Chalo Correia e Bernardo Jorge Martins Correia "Bangão".